# 경상남도의 유형문화재 (제601호 ~ 제700호)
경상남도 유형문화재는 지방유형문화재 중에서 경상남도에 있는 문화재를 의미한다.

## 지정목록

### 제601호 ~ 제700호
| 번호  | 사진 | 명칭                                                                                          | 소재지                                       | 관리자 (소유자)                                    | 지정일                | 참조 |
| 601호 |      | 합천 해인사 백련암 목조여래좌상 (陜川 海印寺 白蓮庵 木造如來坐像)                             | 경남 합천군 가야면 치인리 10                 | 합천 해인사                                        | 2017년 1월 5일 지정   |      |
| 602호 |      | 합천 해인사 백련암 풍계집 목판 (陜川 海印寺 白蓮庵 楓溪集 木板)                               | 경남 합천군 가야면 치인리 10                 | 합천 해인사                                        | 2017년 1월 5일 지정   |      |
| 603호 |      | 함안 달전사 천지명양수륙재의찬요 (咸安 達田寺 天地冥陽水陸齋儀纂要)                           | 경남 함안군 칠원읍 유원길 778                | 달전사 주지                                        | 2017년 1월 5일 지정   |      |
| 604호 |      | 창원 내광사 지장보살본원경 (昌原 內光寺 地藏菩薩本願經)                                       | 경남 창원시 의창구 동읍 의창대로 491번길 150 | 윤지관                                             | 2017년 1월 5일 지정   |      |
| 605호 |      | 양산 원각사 육조대사 법보단경 (梁山 圓覺寺 六祖大師 法寶壇經)                                 | 경남 양산시 상북면 석계리 위천 1길48         | 양산 원각사                                        | 2017년 1월 5일 지정   |      |
| 606호 |      | 산청 금산김씨 고문서 및 유물일괄 (山淸 錦山金氏 古文書 및 遺物一括)                           | 경남 산청군 금서면 친환경로 2235번길 30      | 김성두                                             | 2017년 1월 5일 지정   |      |
| 607호 |      | 김해 여여정사 불설예수시왕생칠경 (金海 如如精舍 佛設預修十王生七經)                           | 경남 김해시 가야로30번길 1                   | 심우섭                                             | 2017년 1월 5일 지정   |      |
| 608호 |      | 김해 묘련사 삼경합부 (金海 妙蓮寺 三經合部)                                                   | 경남 김해시 대동면 대동로 659-27             | 김해 묘련사                                        | 2017년 4월 13일 지정  | ,    |
| 609호 |      | 산청한의학박물관 향약집성방 권49〜51 (山淸韓醫學博物館 鄕藥集成方 卷49〜51)                   | 경남 산청군 금서면 동의보감로555번길 45-6    | 산청군                                             | 2017년 4월 13일 지정  | ,    |
| 610호 |      | 산청한의학박물관 향약집성방 권40〜42 (山淸韓醫學博物館 鄕藥集成方 卷40〜42)                   | 경남 산청군 금서면 동의보감로555번길 45-6    | 산청군                                             | 2017년 4월 13일 지정  | ,    |
| 611호 |      | 창원향교 향안 및 고문서 일괄 (昌原鄕校 鄕案 및 古文書 一括)                                   | 경남 창원시 의창구 의안로59번길 6            | 창원향교                                           | 2017년 4월 13일 지정  | ,    |
| 612호 |      | 진주 의곡사 불설장수멸죄호제동자다라니경 (晉州 義谷寺 佛說長壽滅罪護諸童子陀羅尼經)           | 경남 진주시 의곡길 72번길 의곡사             | 진주 의곡사                                        | 2017년 7월 20일 지정  |      |
| 613호 |      | 진주 의곡사 불설대보부모은중경 (晉州 義谷寺 佛說大報父母恩重經)                               | 경남 진주시 의곡길 72번길 의곡사             | 진주 의곡사                                        | 2017년 7월 20일 지정  |      |
| 614호 |      | 김해묘련사 현정론 (金海 妙蓮寺 顯正論)                                                        | 경남 김해시 대동면 대동로 659-27             | 김해 묘련사                                        | 2017년 7월 20일 지정  |      |
| 615호 |      | 정문부 문중 고문서 (鄭文孚 門中 古文書)                                                       | 경남 진주시 진주대로 501 경상대학교 도서관   | 경상대학교                                         | 2017년 7월 20일 지정  |      |
| 616호 |      | 창녕조씨 시랑공파 문중 고문서 (昌寧曺氏 侍郎公派 門中 古文書)                                 | 경남 진주시 진주대로 501 경상대학교 도서관   | 경상대학교                                         | 2017년 7월 20일 지정  |      |
| 617호 |      | 김해 여여정사 지장보살본원경 (金海 如如精舍 地藏菩薩本願經)                                   | 경남 김해시                                  | 심우섭                                             | 2017년 11월 30일 지정 |      |
| 618호 |      | 고성 옥천사 제석천도 (固城 玉泉寺 帝釋天圖)                                                   | 경남 고성군 연화산1로 471-9 (개천면)         | 고성 옥천사                                        | 2017년 11월 30일 지정 |      |
| 619호 |      | 고성 옥천사 연대암 지장시왕도 (固城 玉泉寺 蓮臺庵 地藏十王圖)                                 | 경남 고성군 연화산1로 471-9 (개천면)         | 고성 옥천사                                        | 2017년 11월 30일 지정 |      |
| 620호 |      | 고성 옥천사 연대암 신중도 (固城 玉泉寺 蓮臺庵 神衆圖)                                         | 경남 고성군 연화산1로 471-9 (개천면)         | 고성 옥천사                                        | 2017년 11월 30일 지정 |      |
| 621호 |      | 고성 옥천사 연대암 칠성도 (固城 玉泉寺 蓮臺庵 七星圖)                                         | 경남 고성군 연화산1로 471-9 (개천면)         | 고성 옥천사                                        | 2017년 11월 30일 지정 |      |
| 622호 |      | 강세황 유묵 (姜世晃 遺墨)                                                                     | 경남 고성군 개천면 연화산 1로 471-9          | 고성 옥천사                                        | 2017년 11월 30일 지정 |      |
| 623호 |      | 진주 허추 부부 묘 석물 (晉州 許錘 夫婦墓 石物)                                                | 경남 진주시 지수면 승산리 산2-3              | 허연정                                             | 2018년 4월 12일 지정  |      |
| 624호 |      | 양산 신흥사 보현보살상 복장유물 (梁山 新興寺 普賢菩薩像 腹藏遺物)                             | 경남 양산시 북정로 78 양산시립박물관         | 양산 신흥사 (양산시립박물관)                       | 2018년 4월 26일 지정  |      |
| 625호 |      | 합천 법연사 육경합부 (陜川 法然寺 六經合部)                                                   | 경남 합천군 가회면 황매산 공원길 62-1        | 합천 법연사 (법연사 주지)                          | 2018년 4월 26일 지정  |      |
| 626호 |      | 합천 법연사 불설대보부모은중경 (陜川 法然寺 佛說大報父母恩重經)                               | 경남 합천군 가회면 황매산 공원길 62-1        | 합천 법연사 (법연사 주지)                          | 2018년 4월 26일 지정  |      |
| 627호 |      | 고성 옥천사 청동시루 (固城 玉泉寺 靑銅시루)                                                   | 경남 고성군 개천면 연화산 1로 471-9          | 고성 옥천사 (고성 옥천사 주지)                     | 2018년 6월 21일 지정  | ,    |
| 628호 |      | 고성 옥천사 나한전 목조보살좌상 및 나한상 (固城 玉泉寺 羅漢殿 木造菩薩坐像 및 羅漢像)         | 경남 고성군 개천면 연화산 1로 471-9          | 고성 옥천사 (고성 옥천사 주지)                     | 2018년 6월 21일 지정  | ,    |
| 629호 |      | 고성 옥천사 대웅전 석조삼존불좌상 및 목조대좌 (固城 玉泉寺 大雄殿 石造三尊佛坐像 및 木造臺座) | 경남 고성군 개천면 연화산 1로 471-9          | 고성 옥천사 (고성 옥천사 주지)                     | 2018년 6월 21일 지정  | ,    |
| 630호 |      | 고성 옥천사 명부전 불상 (固城 玉泉寺 冥府殿 佛象)                                             | 경남 고성군 개천면 연화산 1로 471-9          | 고성 옥천사 (고성 옥천사 주지)                     | 2018년 6월 21일 지정  | ,    |
| 631호 |      | 고성 옥천사 청련암 목조관음보살좌상 (固城 玉泉寺 靑蓮庵 木造觀音菩薩坐像)                     | 경남 고성군 개천면 연화산 1로 471-9          | 고성 옥천사 (고성 옥천사 주지)                     | 2018년 6월 21일 지정  | ,    |
| 632호 |      | 하동 법성선원 목조여래좌상 (河東 法成禪院 木造如來坐像)                                       | 경남 하동군 옥종면 고무능골길 63-45          | 배성자 (배성자)                                    | 2018년 6월 21일 지정  | ,    |
| 633호 |      | 사천 백천사 상교정본자비도량참법 (泗川 白泉寺 詳校正本慈悲道場懺法)                           | 경남 사천시 백천길 326-2                     | 사천 백천사 (사천 백천사 주지)                     | 2018년 6월 21일 지정  | ,    |
| 634호 |      | 산청 수선사 대반야바라밀다경 (山淸 修禪寺 大般若波羅蜜多經)                                   | 경남 산청군 산청읍 내리 1117-1               | 산청 수선사 (산청 수선사 주지)                     | 2018년 6월 21일 지정  | ,    |
| 635호 |      | 사천 구산사비 (泗川 龜山祠碑)                                                                 | 경남 사천시 사천읍 구암리 산43번지           | 사천 구계서원 (구계서원 대관대유계회)              | 2018년 8월 9일 지정   | ,    |
| 636호 |      | 산청 단속사지 당간지주 (山淸 斷俗寺址 幢竿支柱)                                               | 경남 산청군 단성면 운리 289-5, 308-9         | 산청군수 (산청군수)                                | 2018년 8월 9일 지정   | ,    |
| 637호 |      | 의령 안도 정려비 (宜寧 安堵 旌閭碑)                                                           | 경남 의령군 부림면 입산리 267 외             | 탐진안씨문중 (탐진안씨 문중)                       | 2018년 10월 25일 지정 | ,    |
| 638호 |      | 양산 황산언 석조 수문 준공기 각석 (梁山 黃山堰 石造 水門 竣工記 刻石)                         | 경남 양산시 물금읍 가촌리 1321번지           | 양산시장 (양산시장)                                | 2018년 10월 25일 지정 | ,    |
| 639호 |      | 사천 백천사 대방광원각약소주경 (泗川 白泉寺 大方廣圓覺略疏註經)                               | 경남 사천시 백천길 326-2                     | 사천 백천사 (사천 백천사 주지)                     | 2018년 12월 20일 지정 |      |
| 640호 |      | 양산 통도사 서운암 동궁어필 (梁山 通度寺 瑞雲庵 東宮御筆)                                     | 경남 양산시 하북면 지산리 583                | 양산 통도사 서운암 (양산 통도사 서운암 주지)       | 2018년 12월 20일 지정 |      |
| 641호 |      | 양산 법천사 목조보살좌상 및 복장물 (梁山 法泉寺 木造菩薩坐像 및 腹藏物)                       | 경남 양산시 동면 금산리 105                  | 양산 법천사 (양산 법천사 주지)                     | 2018년 12월 20일 지정 |      |
| 642호 |      | 심원권 일기 (沈遠權 日記)                                                                     | 경남 진주시 충의로 19                        | 한국토지주택공사 (한국토지주택공사 토지주택박물관) | 2018년 12월 20일 지정 |      |
| 643호 |      | 하동 법성선원 법집별행록절요병입사기 (河東 法成禪院 法集別行錄節要幷入私記)                   | 경남 하동군 옥종면 고무능골길 63-45          | 대한불교 조계종 법성선원 (법성선원 선원장)         | 2019년 4월 18일 지정  |      |
| 644호 |      | 하동 법성선원 사리불아비담론 (河東 法成禪院 舍利佛阿毗曇論)                                   | 경남 하동군 옥종면 고무능골길 63-45          | 대한불교 조계종 법성선원 (법성선원 선원장)         | 2019년 4월 18일 지정  |      |
| 645호 |      | 하동 법성선원 선원제전집도서 (河東 法成禪院 禪源諸詮集都序)                                   | 경남 하동군 옥종면 고무능골길 63-45          | 대한불교 조계종 법성선원 (법성선원 선원장)         | 2019년 4월 18일 지정  |      |
| 646호 |      | 진주 류시 부부묘 석물 (晉州 柳蒔 夫婦墓 石物)                                                 | 경남 진주시 수곡면 대천리 산105              | 진주류씨 운수공종중                                | 2019년 6월 27일 지정  |      |
| 647호 |      | 학기유편 만력정사본 (學記類編 萬曆 丁巳本)                                                    | 경남 진주시 진주대로 501                     | 경상대학교 (경상대 총장)                           | 2019년 8월 1일 지정   |      |
| 648호 |      | 고종황제·명성황후 다례발기 (高宗皇帝·明成皇后 茶禮發起)                                       | 경남 진주시 진주대로 501                     | 경상대학교 (경상대 총장)                           | 2019년 8월 1일 지정   |      |
| 649호 |      | 조언형 묘갈명 조식 친필 (曺彦亨 墓碣銘 曺植 親筆)                                             | 경남 진주시 진주대로 501                     | 경상대학교 (경상대 총장)                           | 2019년 8월 1일 지정   |      |
| 650호 |      | 통영 연화사 불설관무량수불경 (統營 蓮花寺 佛說觀無量壽佛經)                                   | 경남 통영시 진남5길 36                       | 대한불교 조계종 연화사 (연화사 주지)               | 2019년 8월 1일 지정   |      |
| 651호 |      | 통영 연화사 불설아미타경 (統營 蓮花寺 佛說阿彌陀經)                                           | 경남 통영시 진남5길 36                       | 대한불교 조계종 연화사 (연화사 주지)               | 2019년 8월 1일 지정   |      |
| 652호 |      | 통영 연화사 증도가 (統營 蓮花寺 證道歌)                                                       | 경남 통영시 진남5길 36                       | 대한불교 조계종 연화사 (연화사 주지)               | 2019년 8월 1일 지정   |      |
| 653호 |      | 김해 묘련사 지장보살본원경 (金海 妙蓮寺 地藏菩薩本願經)                                       | 경남 김해시 대동면 대동로 659-27             | 대한불교 조계종 묘련사 (묘련사 주지)               | 2019년 8월 1일 지정   |      |
| 654호 |      | 김해 묘련사 현수제승법수 (密陽 萬魚寺 阿彌陀五尊圖)                                           | 경남 김해시 대동면 대동로 659-27             | 대한불교 조계종 묘련사 (묘련사 주지)               | 2019년 8월 1일 지정   |      |
| 655호 |      | 밀양 만어사 아미타오존도 (密陽 萬魚寺 阿彌陀五尊圖)                                           | 경남 밀양시 삼랑진읍 만어로 776              | 대한불교 조계종 만어사 (만어사 주지)               | 2019년 8월 1일 지정   |      |
| 656호 |      | 합천 청량사 아미타설법도 (陜川 淸凉寺 阿彌陀說法圖)                                           | 경남 합천군 가야면 청량동길 144              | 대한불교 조계종 해인사 (청량사 감원)               | 2019년 8월 1일 지정   |      |
| 657호 |      | 하동 화사별서 (河東 花史別墅)                                                                 | 경남 하동군 악양면 정서리 808-1, 정서리 66   | 조항연                                             | 2019년 11월 14일 지정 |      |
| 658호 |      | 창녕 무심사 대혜보각선사서 (昌寧 無心寺 大慧普覺禪師書)                                       | 경남 창녕군 이방면 손실길 62-215             | 고성 무심사 (무심사 주지)                          | 2019년 12월 12일 지정 |      |
| 659호 |      | 고성 거산리 마애약사여래좌상 (固城 巨山里 磨崖藥師如來坐像)                                   | 경남 고성군 거류면 거산리 산43-2             | 고성군 (고성군수)                                  | 2020년 2월 6일 지정   |      |